# Susanne Bauckholt
Susanne Bauckholt (geb. Meyer; * 24. September 1965 in Berlin) ist eine ehemalige deutsche Segel-Weltmeisterin.
Susanne Bauckholt bildete zusammen mit Katrin Adlkofer ab Teenagerzeiten über 15 Jahre lang eine Segelcrew, wobei Bauckholt an der Pinne saß und steuerte. Während ihrer Karriere gewann sie fünfmal die Kieler Woche und 1987 und 1989 die Segel-Weltmeisterschaften. 1994 und 1996 wurde sie Vizeweltmeisterin. Zudem gewann sie bei der 470er-Segel-Europameisterschaft 1996 die Bronzemedaille. Sie startete zweimal bei den Olympischen Spielen (Seoul 1988 und Atlanta 1996) und belegte jeweils in der 470er Jolle den fünften Platz.
Nachdem sie ihren Ehemann Christian heiratete, nahm sie dessen Familiennamen an. 1988 startete sie bei den Olympischen Spielen noch als Meyer, 1996 als Bauckholt. Sie wurde nach ihrer aktiven Karriere Mitglied im Olympia-Segelausschuss und spielte Golf bei Promi-Turnieren für wohltätige Zwecke.